# Platypodiella georgei
Platypodiella georgei is een krabbensoort uit de familie van de Xanthidae. De wetenschappelijke naam van de soort is voor het eerst geldig gepubliceerd in 1991 door den Hartog & Türkay.